# Microscopi d'efecte de camp

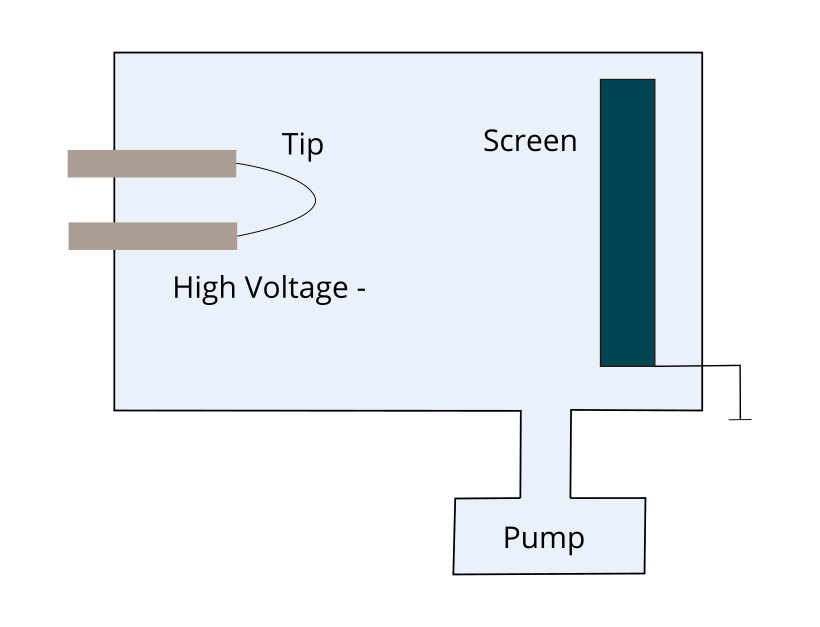
FEM: microscopi d'efecte de camp experimental

Un microscopi d'efecte de camp (en anglès FEM, Field emission microscopy), és la forma més simple de microscopi electrònic. En aquest microscopi s'utilitza un fort camp elèctric per generar una emissió per efecte de camp amb obtenció d'imatges. El primer microscopi va ser construït el 1936 pel físic alemany Erwin Wilhelm Müller.
Consisteix en un càtode metàl·lic d'alt punt de fusió com el tungstè que es col·loca en un matràs amb el fons recobert amb fòsfor, tot en el buit. Aplicant un voltatge de diverses desenes de milers de volts entre el càtode i l'ànode, es provoca una intensitat de camp prop del càtode de milions de volt/m, que dona lloc a l'emissió per efecte de camp des d'aquest. Els electrons emesos són accelerats a un ventilador camp aplicat radialment i es forma una imatge de la punta del càtode.